# Горошки (колонія)
Горошки (рос. Горошки, пол. Horoszki) — колишня колонія у Малогорошківській сільській раді Володарсько-Волинського району Житомирської області Української РСР.

## Населення
Наприкінці 19 століття в поселенні налічувався 181 мешканець, дворів — 24, у 1906 році — 81 мешканець, дворів — 17, у 1910 році — 124 особи, у 1923 році — 174 мешканці, дворів — 27, у 1924 році — 164 особи (з перевагою населення німецької національности), дворів — 29.

## Історія
Колишнє лютеранське поселення, лежало північно-західніше Житомира.
Наприкінці 19 століття — колонія Горошківської волості Житомирського повіту Волинської губернії. Лежало за 40 верст від Житомира.
У 1906 році — колонія Горошківської волості (1-го стану) Житомирського повіту Волинської губернії. Відстань до губернського та повітового центру м. Житомир становила 41 версту, до волосного центру містечка Горошки — 1 верста. Поштове відділення — міст. Горошки (згодом — Кутузове).
У 1923 році включена до складу новоствореної Малогорошківської сільської ради, яка 7 березня 1923 року увійшла до складу новоутвореного Кутузівського району Коростенської округи. Розміщувалася за 1 версту від районного центру міст. Кутузове (згодом — Володарськ, Володарськ-Волинський) та за 2 версти від центру сільської ради, с. Малі Горошки.
Виключена з обліку населених пунктів до 1 жовтня 1941 року.